# 超過
| ウィキペディアには「超過」という見出しの百科事典記事はありません（タイトルに「超過」を含むページの一覧/「超過」で始まるページの一覧）。 代わりにウィクショナリーのページ「超過」が役に立つかもしれません。 |